# Tear Away
Tear Away (рус. Оторвать) — второй сингл американской ню-метал группы Drowning Pool из их дебютного альбома Sinner, вышедший в 2002 году.
Действие клипа происходит в комнатах со множеством зеркал.
Песня исполнялась вживую на Рестлмании X8 и стала одной из тем этого шоу.

## Список композиций

### Tear Away [UK]
| №  | Название                    | Длительность |
| -- | --------------------------- | ------------ |
| 1. | «Tear Away» (Radio Edit)    | 3:41         |
| 2. | «Tear Away» (Album Version) | 4:14         |

### Tear Away [US]
| №  | Название            | Длительность |
| -- | ------------------- | ------------ |
| 1. | «Tear Away»         | 4:14         |
| 2. | «The Game»          | 3:32         |
| 3. | «Break You»         | 2:48         |
| 4. | «Tear Away» (Video) |              |

### Tear Away [Australia]
| №  | Название    | Длительность |
| -- | ----------- | ------------ |
| 1. | «Tear Away» | 4:14         |
| 2. | «Break You» | 2:48         |